# Atu Payung
Atu Payung is een bestuurslaag in het regentschap Aceh Tengah van de provincie Atjeh, Indonesië. Atu Payung telt 136 inwoners (volkstelling 2010).